# Omwalling van Filips II Augustus

De stadsgrenzen van Parijs van de 4e eeuw tot 2015.
Gallo-romeinse omwalling
Karolingische omwalling
Omwalling van Filips II Augustus
Omwalling van Karel V
Omwalling van Lodewijk XIII
Muur van de Belastingpachters
Stadsomwalling van Thiers
Parijs in 2015

De Omwalling van Filips II Augustus is een omwalling die tussen 1190 en 1215 rond Parijs werd aangelegd, op initiatief van koning Filips II Augustus. Voor hij op kruistocht vertrok nam hij het initiatief om Parijs te laten verdedigen tegen een mogelijke Engelse aanval. 
De muur was meer dan vijf kilometer lang en omvatte aanvankelijk niet enkel de stad maar ook landbouwgrond. Vanaf 1365 werd de omwalling op de rechteroever van de Seine vervangen door de Omwalling van Karel V. In de 150 jaar dat de stadsmuur dienst deed, was de stad fors uitgebreid. Van deze stadsmuur zijn nog talrijke restanten zichtbaar, als steunmuur van gebouwen of als scheidingsmuur tussen eigendommen. Het best bewaard is een 100 meter lang stuk in de rue des Jardins-Saint-Paul in het 4e arrondissement van Parijs met de torens tour Montigny en tour Montgomery.

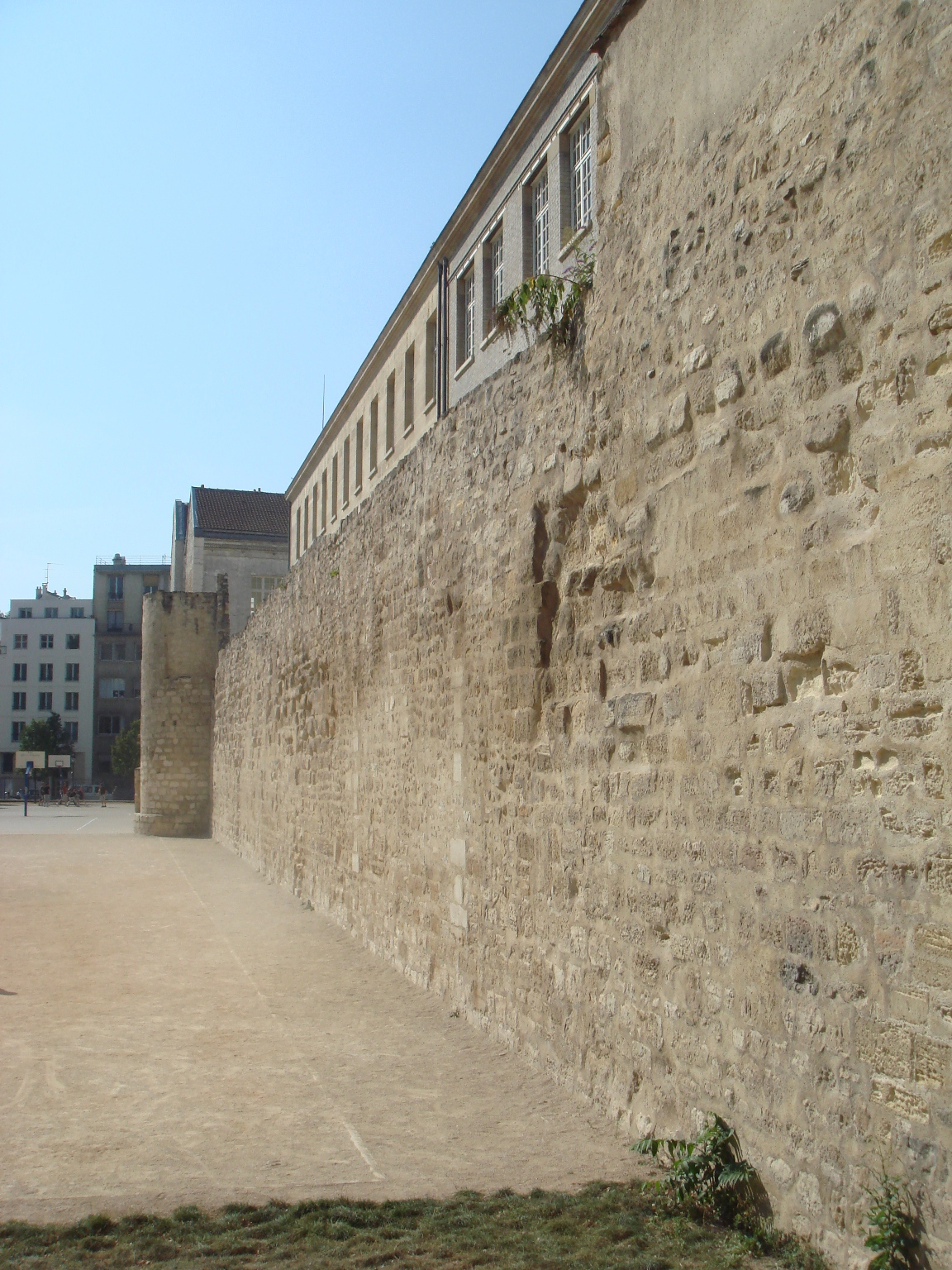
Muur in de rue des Jardins-Saint-Paul